# Holy Grail
Holy Grail —en español: «Santo Grial»—, es el tercer álbum de estudio de la banda japonesa Versailles, y el segundo que lanzan como banda major tras firmar con Warner Music Japan. Fue lanzado el 15 de junio de 2011 en tres versiones distintas: Una edición regular, una limitada y un Deluxe Box, Todas incluyen un CD con 13 canciones, incluyendo la canción "Philia", tema central de la miniserie de TV "Onegai Kanaete Versailles" y "Vampire" tema de la película "Vampire Stories". La edición limitada incluye un DVD con los videos promocionales de las canciones "Destiny -The Lovers-" y "Philia" además de dos nuevos, "Masquerade" y "Vampire". La edición Deluxe Box también incluye un DVD, que contiene 5 versiones diferentes del video promocional de la canción "Masquerade", una por cada miembro de la banda (Kamijo, Hizaki, Teru, Masashi y Yuki), también contiene una entrevista con Kamijo y un Making of.
Alcanzó el número # 12 en el ranking del Oricon Albums Weekly Chart.

## Lista de canciones
| Edición Regular (CD) |                                     |        |         |          |  |
| N.º                  | Título                              | Letras | Música  | Duración |  |
| 1.                   | «Masquerade»                        | Kamijo | Kamijo  | 6:00     |  |
| 2.                   | «Philia»                            | Kamijo | Hizaki  | 5:56     |  |
| 3.                   | «Thanatos»                          | Kamijo | Masashi | 4:32     |  |
| 4.                   | «Flowery»                           | Kamijo | Teru    | 3:59     |  |
| 5.                   | «Remember Forever»                  | Hizaki | Hizaki  | 6:35     |  |
| 6.                   | «Destiny -The Lovers-»              | Kamijo | Kamijo  | 6:40     |  |
| 7.                   | «Dry Ice Scream!! (Remove Silence)» | Hizaki | Hizaki  | 4:38     |  |
| 8.                   | «Threshold»                         |        | Teru    | 1:59     |  |
| 9.                   | «Judicial Noir»                     | Kamijo | Hizaki  | 4:23     |  |
| 10.                  | «Love Will Be Born Again»           | Kamijo | Kamijo  | 4:13     |  |
| 11.                  | «Vampire»                           | Kamijo | Kamijo  | 4:31     |  |
| 12.                  | «Faith & Decision»                  | Kamijo | Hizaki  | 16:28    |  |
| 13.                  | «The Theme of Holy Grail»           |        | Kamijo  | 1:26     |  |
| 71:20                |                                     |        |         |          |  |

| Edición Limitada (DVD) |                                        |        |        |          |  |
| N.º                    | Título                                 | Letras | Música | Duración |  |
| 1.                     | «Masquerade» (Vídeo musical)           | Kamijo | Kamijo |          |  |
| 2.                     | «Vampire» (Vídeo musical)              | Kamijo | Kamijo |          |  |
| 3.                     | «Destiny -The Lovers-» (Vídeo musical) | Kamijo | Kamijo |          |  |
| 4.                     | «Philia» (Vídeo musical)               | Kamijo | Hizaki |          |  |

| Deluxe Box (DVD) |                                                |        |        |          |  |
| N.º              | Título                                         | Letras | Música | Duración |  |
| 1.               | «Masquerade (Kamijo Version)» (Vídeo musical)  | Kamijo | Kamijo | 6:12     |  |
| 2.               | «Masquerade (Hizaki Version)» (Vídeo musical)  | Kamijo | Kamijo | 6:19     |  |
| 3.               | «Masquerade (Teru Version)» (Vídeo musical)    | Kamijo | Kamijo | 6:18     |  |
| 4.               | «Masquerade (Masashi Version)» (Vídeo musical) | Kamijo | Kamijo | 6:13     |  |
| 5.               | «Masquerade (Yuki Version)» (Vídeo musical)    | Kamijo | Kamijo | 6:12     |  |
| 6.               | «Kamijo Interview & Making of»                 |        |        | 9:19     |  |